# 张琳
张琳（1987年1月6日—），生于北京，中国游泳运动员。他和吳鵬、賴忠堅並稱為中國國家男子游泳隊的「三大天王」，人稱「無眉大俠」。

## 生平
张琳在1994年於北京市海淀业余体校训练，1999年在北京市二队接受游泳训练，翌年进入北京队，2002年选入国家队。在2003年第10届世界游泳锦标赛男子800米自由泳中取得第八名。
2005年，张琳在中華人民共和國第十屆全運會游泳比賽奪得三項冠軍，包括男子200米自由泳、男子400米自由泳、男子1500米自由泳。
在北京奥运会上张琳以3:42.44的成績夺得了400米自由泳银牌，这也是中国游泳历史上首枚男子游泳奧運奖牌。
2009年7月29日，张琳夺得了2009年世界游泳锦标赛800米自由泳的金牌，并以7分32秒12的成绩打破了世界纪录，这是中国男子游泳选手第一次在世界大赛中获得金牌并打破世界纪录。

## 延伸阅读
[在维基数据编辑]